# Az éhezők viadala szereplőinek listája
A Suzanne Collins Éhezők viadala (2008) című regényének szereplőinek listája.

## Főszereplők

### Katniss Everdeen
Főszereplője a sorozatnak, a filmekben Jennifer Lawrence játssza. A történet elején 16 éves csendes, erős, független lány. Édesanyjával és húgával, Primrose Everdeen-el él a 12. körzetben ami a szénbányászat és Panem  egyik legszegényebb körzete. Táplálékban szegény a körzet, ezért Katniss illegálisan vadászik, hogy a családjának enni tudjon adni. Katniss fiatalkorában az apja meghalt egy bányabalesetben, az anyja emiatt mély depresszióba esett. Vadászpartnere és legjobb barátja Gale Hawthorne, akinek az apja szintén abban a bányabalesetben halt meg, mint Katnissé. 
Az aratás napján a 74. éhezők viadalára Effie Trinket Katniss húgát, Prim-et húzza ki, de Katniss önként jelentkezik helyette. A 12. körzet másik kiválasztottja Peeta Mellark. Bemutatón Katniss stylist-ja, Cinna egy élő láng jelmezt ad neki ezáltal "A lány, aki lángra lobbant" becenevet kapja. A játék előtti interjún Peeta kifejezi iránta érzett szerelmet élő televíziós adásban. Katniss azt feltételezi ez csak egy trükk, hogy a tehetős szponzorok figyelmét megszerezzék, később elkezdi hinni, hogy tényleg szereti, de ő bizonytalan a saját érzéseiben. A játék során barátságot köt a 13 éves Rute-val, a 11. körzet játékosával, aki emlékezteti húgára. Katniss és Rute szövetséget kötnek és egy tervet eszelnek ki, hogy elpusztítsák a többiek készleteit, de a dolgok félrecsúsznak és Rute-t megöli Marvel az 1. körzetből, de Katniss végez Marvellel. A játék felénél új szabályt vezetnek be, ami lehetővé teszi egy körzetből két élő játékos győzelmét. Katniss és Peeta együtt dolgoznak és végül megölik az utolsó játékost Cato-t a 2. körzetből. Azonban a szabályt visszamondják és csak egy győztes lehet. Katniss úgy dönt, hogy megeszik az éjfürt bogyókat, ami végez velük és nincs győztes, így kényszerítve a játékmestert, hogy hirdesse ki a győzteseket. Ennek eredményeként Seneca Crane sietve megállítja a játékot és kihirdeti Katniss és Peeta győzelmét. A Kapitólium lakói a halhatatlan szerelmet látták, míg a körzet lakói az ellenállást és sok körzetben ellenszegültek; Katniss a lázadás jelképévé válik. Miután visszatérnek a 12. körzetbe Katniss rádöbben, hogy nem közömbös számára Peeta. 
Hónapokkal később Panem vezetője Snow elnök látogatást tesz Katniss otthonában az éves győzelmi körút előtt. Snow elnök azt akarja, hogy Katniss és Peeta győzzék meg az országot, hogy szeretik egymást és nyugtassák le a körzeteket. Győzelmi körút végére látszólag meggyőzték az országot, Snow elnök bejelenti a 75. éhezők viadalát és egyben, hogy minden 25. évben nagy mészárlást kell tartani, idén lesz a 3. nagy mészárlás és a versenyzőket a bajnokok közül választják ki. Az aratáson, az egyetlen élő női győztest a 12. körzetben Katniss nevét húzza ki Effie Trinket, a két férfi bajnok Haymitch Abernathy és Peeta Mellark közül, Haymitch nevét húzza ki, de Peeta önként jelentkezik helyette. A játék alatt szövetséget kötnek Beetee és Wiress (3. körzet), Finnich Odair és Mags (4. körzet), és Johanna Mason-al (7. körzet). Mags és Wiress meghalnak, de a többiek túlélik, illetve Enobaria a 2. körzetből, így 6 túlélő van. Katniss elpusztítja az arénát, egy fémhuzalt köt egy nyílra és kilövi az erőtérre, amibe elektromos áram csap. Az arénából Katniss, Finnick és Beetee-t, mentik meg a lázadók és elviszik a 13. körzetbe. Peeta, Johanna és Enobaria-t, pedig a Kapitóliumba.
Segítenek Katniss szellemi és fizikai felépülését és megkérik, hogy vállaljon szerepet a forradalomban, végül beleegyezik és segít propaganda filmeket készíteni a körzeteknek. Ezután kiképzésre megy, mivel küldetése, hogy a Kapitóliumba menjen és megölje Snow elnököt, Finnick és Gale-el. Peeta, akit sikeresen kimentenek a Kapitóliumból, csatlakozik hozzájuk. A Kapitóliumban, azonban megkínozták és "eltérítették" vadász darázs méreggel elfeledtették vele minden jó emléket és helyette rosszakat ültettek belé Katniss-ről, ezért amikor újra találkoznak a 13. körzetben, Peeta megpróbálja megölni Katniss-t. Coin elnök, Peeta-t, Katniss csapata után küldi a Kapitóliumba, ahol megint megpróbálja megölni. Katniss csapata megindul a Kapitólium belseje felé, hogy megöljék Snow elnököt, de az út során sokan meghalnak. Az elnöki palota előtt, Snow elnök kapitóliumi gyerekeket egy betonkarámba zárva élőpajzsként használja őket, azonban Coin elnök bombákat dobat egy kapitóliumi felségjelzésű légpárnásról közéjük, ezzel azt várva, hogy a kapitóliumi polgárok Snow elnök ellen forduljanak és hogy véget érjen a háború. Katniss húga Prim, a lázadók orvosi alakulatában volt amikor segíteni mentek a felrobbantott gyerekeknek, amikor Katniss észre veszi a húgát, felrobbannak megint a bombák, Katniss súlyosan megég a húga, pedig meghal. Katniss-t az elnöki palotába viszik a lázadók és közlik, hogy megnyerték a háborút elfogták Snow elnököt és hogy kivégezheti őt. Katniss beszél Snow elnökkel és rájön, hogy nem ő, hanem Coin elnök (Panem új elnöke) rendelte el a bombázást, amiben húga Prim meghalt. Snow kivégzése napján, Katniss nem őt, hanem Coin elnököt lövi le, aki lezuhan az elnöki emelvényről és meghal, ezzel megbosszulva Prim halálát és megakadályozza, hogy egy újabb kegyetlen ember vegye át Snow helyét. Katniss-t, felmentik Coin elnök meggyilkolásában, azonban mentálisan instabil, az öngyilkosságot fontolgatja,  ezért haza küldik a 12. körzetbe, Dr. Aurelius felügyeli állapotát a Kapitóliumból, telefonon keresztül. Dr. Aurelius, Peeta-t utána küldi, annak ellenére,  hogy a vadász darázs kínzása miatt rendszeres rohamai vannak, ami alatt Katniss-t meg akarja ölni, azonban Peeta próbál uralkodni rohamai felett, Katniss-t, pedig rendszeres rémálmok gyötrik. Az epilógusban, 15 év múlva Katniss férjhez megy Peeta-hoz, és két gyermekük születik egy lány és egy fiú.

### Peeta Mellark
Főszereplője a sorozatnak, a filmekben Josh Hutcherson játssza. A 12. körzetből választották ki, 74. és a 75. éhezők viadalán részt vett. Egy pék fia. Karizmatikus személy. Az interjúban azt állítja, hogy 5 éves kora óta szerelmes Katniss-be. 
Peeta biztos abban, hogy Katniss nyeri a 74. éhezők viadalát, mert tapasztalata van a vadászatban. Peeta megvédi Katniss-t, és kijelenti az interjúban, hogy szereti őt. Peeta őszintén érez iránta, de Katniss nem viszonozza, először azt hitte csak a szponzorokért mondta. A játék közepén új szabályt hoztak, ami lehetővé teszi, egy körzetből két élő játékos győzelmét. A játék végén, viszont a szabályt vissza mondták és csak egy győztes lehet. Katniss úgy dönt, hogy megeszik az éjfürt bogyókat, ami végez velük és nincs győztes, így kényszerítve a játékmestert, hogy hirdesse ki a győzteseket. Ennek eredményeként Seneca Crane sietve megállítja a játékot és kihirdeti Katniss és Peeta győzelmét. (A könyvben vérmérgezés miatt, a játék után megműtik és elveszíti a bal lábát). 
Snow elnök bejelenti a 75. éhezők viadalát és egyben, hogy minden 25. évben nagy mészárlást kell tartani, idén lesz a 3. nagy mészárlás és a versenyzőket a bajnokok közül választják ki. Az aratáson, az egyetlen élő női győztest a 12. körzetben Katniss nevét húzza ki Effie Trinket, a két férfi bajnok Haymitch Abernathy és Peeta Mellark közül, Haymitch nevét húzza ki, de Peeta önként jelentkezik helyette. Azt hazudja, hogy Katniss-el házasok és terhes, annak érdekében, hogy megmentse Katniss-t, hogy visszatérjen a játékba. A játék során Katniss tönkreteszi az arénát, a lázadók Katniss, Finnick és Beetee-t, mentik meg és elviszik a 13. körzetbe. Peeta, Johanna, pedig fogságba esnek a Kapitóliumban. 
Peeta-t, megkínozzák fizikailag és mentálisan is, egy kísérletet hajtanak végre rajta, hogy elmondja, hol van Katniss. Vadász darázs méreggel  "eltérítették" ijedt és bizonytalan,  elfeledtették vele minden jó emléket és helyette rosszakat ültettek belé Katniss-ről, azt hiszi, hogy egy mutáns, ezért amikor újra találkoznak a 13. körzetben, Peeta megpróbálja megölni Katniss-t. Visszafordíthatatlan rendszeres rohamai vannak, ami alatt meg akarja ölni Katniss-t.  A 13. körzet orvosai és barátai segítenek vissza szerezni igazi emlékeinek részeit, de a folyamat nyomasztó és unalmas számára. Coin elnök, Peeta-t, Katniss csapata után küldi a Kapitóliumba. Úgy tartják, hogy Coin elnök szándéka az volt, hogy Peeta megöli Katniss-t és így mártír  válik belőle. Azonban Peeta-nak, nem sikerül megölnie, és hogy ez még egyszer, ne történjen meg megbilincselik, hogy ha rá jön a roham. Peeta, felismerve a veszélyt amit a csapatára hozz, azt kéri a többiektől, ha rátör a roham, hogy megölje Katniss-t, akkor öljék meg. Katniss, ezt elutasítja és megcsókolja Peeta-t. Peeta az elnöki palota előtt állt, amikor bombákat dobtak le a betonkarámban zárt kapitóliumi gyerekekre, Peeta égési sérüléseket szenved el. Coin elnök egy utolsó éhezők viadalát akar a kapitóliumi vezetők gyerekeikkel, és ezt a megmaradt bajnokokkal szavaztatja meg, hogy meg legyen tartva vagy sem, Peeta nemmel szavaz. Peeta visszatér a 12. körzetbe Katniss-hez, annak ellenére, hogy rendszeres rohamai vannak, ami alatt meg akarja ölni Katniss-t, de próbál uralkodni rohamai felett. 15 évvel később összeházasodnak és két gyermekük születik egy lány és egy fiú.

### Gale Hawthorne
Főszereplője a sorozatnak, a filmekben Liam Hemsworth játssza. 18 éves, 12. körzetben élő fiú. Katniss legjobb barátja és vadásztársa. Katniss szerint izmos, szép és magára vonja a 12. körzet összes lány figyelmét. Három fiatalabb testvére van és jól használja a vadászíjat. 
Katniss a 74. éhezők viadalából visszatérve, nem tudják folytatni a kapcsolatukat, mivel elkel játszaniuk Peeta-val, hogy szerelmesek, különben veszélybe kerülnek. Gale szerelmet vall Katniss-nek, és kéri, hogy szökjenek meg együtt. Azonban Katniss-t, kiválasztják a nagy mészárlásra, Gale kénytelen búcsút mondani neki. A győzelmi körút után új békefőőr érkezik a 12. körzetbe Romulus Thread, a könyv szerint, Gale-t orvvadászaton kapta, ezért korbácsolja meg, a filmben pedig Greasy Sae-t menti meg, ezért korbácsolja meg. 
Gale harcol a lázadók oldalán, a Kapitólium elpusztítja a 12. körzetet, és Gale vezeti a túlélőket a 13. körzetbe. Gale hősiessége miatt rangot adományoznak neki, amit később elvettek tőle, mert segített Katniss-nek, a háborúban. Gale segít Katniss-nek, Snow elnök megölésében, ezért Katniss csapatával tart, az elnöki palotáig, az út során azonban megsérül, nyakon harapja egy mutáns. A háború végén Katniss-el, megromlik a kapcsolatuk, mert felelősnek érzi magát, Prim halála miatt, mivel ő tervezte a bombát ami megölte. Megígérteti Katniss-el, hogy mindig emlékeztesse Prim halála miatt, Katniss csendben egyetért. Ezután Gale úgy dönt, hogy a 2. körzetben marad. 

### Haymitch Abernathy
Főszereplője a sorozatnak, a filmekben Woody Harrelson játssza. "Pockos, középkorú férfi" aki az 50. éhezők viadalának a nagy mészárlás győztese volt 15 évesen.Szövetségese volt Maysilee Donner-nek, ő volt az eredeti tulajdonosa Katniss szimbólumának a fecsegőposzáta kitűzőnek, azonban kénytelen volt végignézni Haymitch-nek, ahogy meghal. A játék során ő fedezte fel az aréna szélén lévő erőteret, a játék végén súlyosan megsebesítette magát, elvonszolta magát az erőtér szélére, hogy ha az ellenfél neki dobja fegyverét az erőtérről vissza pattan és megöli a támadóját. A terve sikerült is, így Haymitch lett a győztes. Két héten belül, Snow elnök megölette az anyját, öccsét és barátnőjét büntetésképpen, mert a saját javára fordította az erőteret. Haymitch például szolgált, hogy mi történik azokkal, akik ellenszegülnek a Kapitóliumnak. 
Győzelme és szerettei megöletése után, alkoholista lett, a következő 24 évben folyamatosan ittas volt. Haymitch kénytelen volt mentora lenni a 12. körzet kiválasztottjainak, utálta ezt csinálni. Érzéseit alkoholba fojtja és nyíltan semmibe veszi az emberi méltóságot. Katniss és Peeta-val, szarkasztikusan, megvetve bánik, semmit nem tesz, hogy segítsen. Azonban, amikor Katniss szembesíti alkoholizmusával, lenyűgözi Katniss határozottsága, és Peeta türelme. Haymitch megmutatja, hogy mennyire okos, ő vezeti a pártfogoltjait és kidolgoz egy stratégiát a túléléshez. 
A 74. éhezők viadala után, a 12. körzetben elfogy a szeszes ital utánpótlása és szenvedni kezd az alkohol megvonástól. Katniss és Peeta-ra, van bízva, hogy hozzák rendbe az egészségét. Katniss-szel kezd kialakulni a szeretet és a tisztelet egymás iránt. A nagy mészárlás után, amikor Katniss rájön, hogy Haymitch és a szövetségesek nem mentették meg Peeta-t, az arénából, pofon vágja Haymitch-et. A 13. körzetben Haymitch kénytelen a detoxikálóba menni, mivel nem adnak neki alkoholt. Ezután tovább szolgál Katniss és Peeta mentoraként, azonban sosem javul igazán a kapcsolatuk. A háború után vissza megy a 12. körzetbe és újra inni kezd. Haymitch és Katniss, annak ellenére, hogy szinte mindig ugyan azon célokért küzdenek, általában ellenségesek egymással, mert hasonlóan tüskés személyiségűek. 

### Effie Trinket
Főszereplője a sorozatnak, a filmekben Elizabeth Banks játssza. Kapitóliumi születésű kísérő. A 12. körzetbe osztották, hogy felügyelje az aratást és a kiválasztottakat. Katniss-t és Peeta-t a 74. és a 75. éhezők viadalán. El kell végeznie az aratást és a kiválasztottakat el kell kísérnie a Kapitóliumba. Eleinte gyűlöli a 12. körzetet és reméli, hogy áthelyezik a gazdagabb jobb körzetekbe. Később Effie kötődni kezd a 12. kerülethez, bár ez nem világos, hogy azért, mert megkedvelte a körzetet, vagy a hírnév és a siker miatt Katniss által. Nincsenek erkölcsi aggályai az éhezők viadalával kapcsolatban. Nem tűnik intelligens nőnek, alapvető tényeket közöl. Effie, mindig különböző parókát hord, különböző eseményeken. Nagyon szigorú és pontos. Katniss csodálja Effie-t, szerinte nagyon fárasztó, de lelkes és ösztönző személyiség. Egyik jelentős szólása, "Boldog viadalt mindenkinek! sok szerencsét, és sose hagyjon el benneteket a remény!". Miután Katniss megszökött az arénából, Effie-t börtönbe zárták, azonban nem végezték ki. A háború után Plutarch és Haymitch mindent elkövetnek, hogy Effie-t, ne végezzék ki a lázadók. Snow kivégzésének napján újra találkozik Katniss-el, és úgy tesz mint, ha semmi sem történt volna.

### Cinna
Főszereplője a sorozatnak, a filmekben Lenny Kravitz alakítja. Katniss stylist-ja, ő felel a megjelenéséért. Megtervezte Katniss látványos ruháit a megnyitókra, amik szintetikus tűzként meggyulladnak, innen kapta Katniss a becenevét: "A tüzes lány". 74. éhezők viadala, stylist-ként, ez az első éve, kifejezetten ő kérte magának a 12. körzetet. Tervezett ruhái azonnal megnyerik a közönséget a 12. körzetnek. Cinna-ról, bebizonyosodik, hogy a legjobb stylist, a ruhái kitűnnek a többi közül. Katniss és közte, könnyű kényelmes kapcsolat alakul ki és megmondja, hogy komolyan aggódik Katniss miatt, a jólét miatt. A 75. éhezők viadalára, Cinna esküvői ruhát készít Katniss-nek, mivel Snow elnök ragaszkodik hozzá, Cinna megváltoztatja a ruhát úgy, hogy amikor Katniss pörög, a fehér ruha elég és feketévé változik, amely hasonlít a fecsegőposzátára amely az ellenállás szimbóluma Panem-ben. Emiatt brutálisan összeverik Katniss előtt, de ő nem tud segíteni, mert már a csőben van, ami a játékba viszi. Halálra kínozzák, miután az aréna felrobban. Cinna nagyon különbözött a többi kapitóliumi lakótól, nem  plasztikáztatja magát, mint a többi lakó, egyszerű fekete ruhát használ, haja természetes sötétbarna színű, és csak aranyozott szemceruzát használ. 

### Snow elnök
Főszereplője a sorozatnak, a filmekben Donald Sutherland játssza. Autokratikus uralkodó Panem-ben. Látszólag fesztelen a viselkedése, azonban egy szadista pszichopata, amit elrejt mások előtt. A 74. éhező viadalának a megnyitóján jelenik meg. Snow elnök látogatást tesz Katniss otthonában az éves győzelmi körút előtt. Megmondja Katniss-nek, hogy dühös, mert Peeta-val, kijátszották a játékmestert, illetve, mert mert több körzetben is lázadások törnek ki. Azt kéri Katniss-től, hogy Peeta-val, hitessék el mindenkivel a győzelmi körúton, hogy szeretik egymást.  Túl feltűnő lenne, ha megöletné, ezért megfenyegeti a családjával és Gael-el, ha szembeszáll a Kapitóliummal, és nem nyugtatja le a körzeteket. Később, Snow elnök jelzi Katniss-nek, hogy megbukott a feladatban és részben vagy egészben valóra váltja fenyegetését. Snow elnöknek duzzadt ajkai vannak, valószínű a plasztikai műtét eredménye, ami nagyon népszerű a Kapitóliumban. Katniss leírja, hogy erős váladékozó vér és rózsa szaga van. Később, kiderül Finnick-től, hogy Snow elnök gyakran az ellenfeleinek az italijaikat megmérgezte, és hogy ne tűnjön feltűnést ő is megitta, ezzel megölve őket, Snow elnök pedig rögtön bevette az ellenszérumot. A megalomániája miatt így tudja ellenőrizni egész Panemet, de a méreg súlyos gyógyíthatatlan szájüregi gyulladást okozott neki. A véres szagot, hogy elnyomja genetikailag módosított fehér rózsát tűz a hajtókájára, aminek erős illata van. Katniss az erős rózsai illatól rosszul van. Snow elnök a győzteseket gyakran, prostitúcióra kényszerítette a tehetősebb kapitóliumiakkal, azzal fenyegetve, ha nem teszik meg, megöleti a szeretteit, mint például Finnick-et. Snow elnök azt állítja, hogy ő csak is egy adott célért öl, és megígéri Katniss-nek, hogy mindig igazat fog mondani neki. A lázadók elfoglalják a Kapitóliumot, és Snow elnököt is. A kivégzése napján Snow-t, a téren egy oszlophoz bilincselik és a kivégzője Katniss, aki egyetlenegy nyílvesszőt kap. Katniss azonban nem Snow-t, hanem Coin elnököt lövi le, aki lezuhan az elnöki emelvényről és meghal, ezzel megbosszulva Prim halálát. Snow felnevet, és fuldoklani kezd a véres váladékától, azonban kitör a pánik Coin elnök merénylete miatt, Snow pedig holtan hever a földön, nem tudni pontosan, hogy a véres váladékában fullad meg, vagy a pánikban az emberek agyon taposták.

### Primrose Everdeen
Főszereplője a sorozatnak, a filmekben Willow Shields játssza. Katniss húga, beceneve Prim. 12 éves a 74. éhezők viadalán. 
Prim figyelmes és kedves. Képzett gyógyító, miután az anyja kitanította. A 13. körzetbe kerülve, kiképzést kap, mint orvos. Katniss változást lát személyiségében, az egyetlen személy, akit igazán szeret. 
A 74. aratáson Effie, Prim nevét húzza ki, de Katniss önként jelentkezik, helyette. Katniss ígéretet tesz Prim-nek, hogy megnyeri a viadalt. Ez az ígéret miatt eltökélt Katniss a játéksorán, és azért is kedvelt lesz a Kapitóliumban, mert önként jelentkezett Prim helyett. 
Coin elnök, Prim-et is el küldi baleseti nővérként a Kapitóliumba. Az elnöki palota előtt, Snow elnök a kapitóliumi gyerekeket egy betonkarámba zárta élőpajzsként, majd Coin elnök elrendeli, hogy dobjanak le rájuk kétszer robbanó bombákat, amiket Gale fejlesztett ki, ekkor Prim és az orvosi csapat segítségükre sietnek a kapitóliumi gyerekeknek, a második robbanást úgy időzítették, hogy az orvosi csapat ott volt, felrobbannak a bombák és Prim meghal. Katnis mély depresszióba esik, húga halála miatt. Snow elnöktől később kiderül, hogy a kapitóliumi felségjelzésű légpárnás ami a bombákat ledobta, nem az ő utasítására tette meg, hanem Coin elnökére, azt remélve, hogy a kapitóliumiak Snow elnök ellen fordulnak és, hogy hamarabb véget ér a háború. Gale azt mondta Katnissnek, hogy a lázadók stratégiája ez. Katniss, Snow kivégzésének napján nem őt, hanem Coin elnököt lövi le, így bosszulva meg Prim halálát.

### Finnick Odair
Főszereplője a sorozatnak, a filmekben Sam Claflin játssza. A 4. körzet bajnoka. 24 éves, nagyon szép, sportos, izmos és magas. Nagyon népszerű a kapitóliumi emberek között, ezért ő ott is élhet, ismert szex-szimbólum, amiért sok nő szerelmes belé, egoista típus. 14 évesen megnyerte a 64. éhezők viadalát, a háromágú szigonya  segítségével. A 4. körzetben kereskedelmi halászatból élt. Katniss megjegyzi, hogy ezt a háromágú szigony egy szponzora adta neki. A 75. éhezők viadalán, a nagy mészárláson, Katniss habozik, hogy szövetségre lépjen vele, mert nem bízik meg benne, mert felszínes és arrogáns. Azonban Finnick, bebizonyítja, hogy megbízható, megmenti Peeta életét, Katniss pedig, megjegyzi, hogy sosem fogja elfelejteni ezt neki. Amikor a mutáns madarak Katniss és Finnick szeretteiknek a hangjaival kínozzák, akkor Finnick-et, Annie Cresta hangját használják, a szegény őrült lányét, aki szintén bajnok. A nagy mészárlás után mély depresszióba esik, mert Annie-t a Kapitóliumban tartják fogva. Finnick, segít a lázadóknak a propaganda filmek elkészítésében. Később tőle tudjuk meg, hogy Snow elnök a győztes játékosokat gyakran prostitúcióra kényszerítette a tehetősebb kapitóliumiakkal, azzal fenyegetve, hogy ha nem teszik meg, akkor kivégezteti a szeretteiket, így Finnick-et is, ami hírnevet és sok szeretőt hozott neki. Azt is megtudjuk tőle, hogy Snow elnök az ellenfeleit megmérgezte, és így lett Panem elnöke. A nagy mészárlás után a lázadók, Finnick-et megmentik és magukkal viszik a 13. körzetbe. Újra találkozik Annie-val, és összeházasodnak. Finnick tagja lesz a "Sztár Osztagnak" és megy harcolni a Kapitóliumba. A harcok során, a Kapitólium csatornarendszerében gyíkmutánsok ölik meg. Néhány hónappal a halála után, Annie fiút szül. Finnick, Katniss-t úgy jellemzi, hogy csinos, nagyon jól néz ki, két lábbal a földön jár és furcsa humora van. A kezdeti időszakban bizalmatlanok, azonban Katniss-el jó barátok lesznek.

### Johanna Mason
Főszereplője a sorozatnak, a filmekben Jena Malone játssza. A 7. körzet bajnoka, szarkasztikus és lázadó típus. A fejsze a fegyvere. Az első viadalán eljátssza, hogy gyenge és gyáva, így senki sem tekint rá fenyegetésként, amikor már csak pár játékos maradt megmutatta, hogy mennyire kíméletlen. Katniss-el, való első találkozás egy liftben történik, ahol Johanna meztelenre vetkőzik, Katniss, Peeta és Haymitch előtt, így kényelmetlen helyzetbe hozva őket. Elmondja, hogy nincs se családja, sem barátai a 7. körzetben, "nincs senki, akit szerethetnék". A nagy mészárláskor, szövetséget köt, Katniss, Peeta, Finnick, Beetee, Wiress-el. Johanna, a lázadókhoz áll és segít Katniss és Peeta-t életben tartani a játék során. Johanna, leüti Katniss-t és egy késsel kiszedi a karjából a nyomkövetőt. Katniss, elpusztítja az arénát, Johanna, Peeta-val és Annie-val, a Kapitólium fogságába esnek, ahol megkínozzák őket. A lázadok végül sikeresen kimentik őket, és a 13. körzetbe viszik, ahol csatlakozik a harcokhoz és Katniss-el, javul a kapcsolatuk. Morphling függővé válik. A képzése során pánikba esik, amikor a küzdőpályát elárasztják vízzel, mivel a Kapitóliumban, vízbe áztatták és áramot vezettek belé. A 13. körzet kórházában tartják, morphling függősége miatt, így nem vehet részt a Kapitólium elleni harcokban. A háború végén, Coin elnök egy utolsó éhezők viadalát akar a kapitóliumi vezetők gyerekeikkel, ezt szavaztatja a megmaradt bajnokokkal, Johanna igennel szavaz. Haymitch elárulja, hogy Snow elnök, Johanna-t is prostitúcióra kényszerítette, mint Finnick-et, de Johanna nem volt hajlandó rá, ezért Snow elnök megölette a családját és a barátait.

## Kiválasztottak

### Marvel
A filmekben Jack Quaid játssza. A 74. éhezők viadalán az 1. körzet férfi kiválasztottja. Marvel a szövetség tagja volt. 12-ből, 9 pontot kapott a kiképzése alatt.  A viadal eleji vérfürdőben több kiválasztottat megölt, ezután részt vesz Katniss hajtóvadászatában, a szövetség többi tagjával és Peeta-val. Túlélte a vadászdarázs támadást, amit Katniss okozott a szövetségnek. Rute-t, a 11. körzet női kiválasztottját egy lándzsával megöli, Katniss pedig az íjjal lelövi és meghal. A 8. helyezést érte el.

### Glimmer
A filmekben Leven Rambin játssza. A 74. éhezők viadalán az 1. körzet női kiválasztottja. Glimmer a szövetség tagja volt. A viadal eleji vérfürdőben több kiválasztottat megölt, ezután részt vesz Katniss hajtóvadászatában, a szövetség többi tagjával és Peeta-val. A szövetség megtalálták a 8. körzet női kiválasztottját és Cato, kést adott Glimmer-nek, hogy ölje meg. A szövetség Katniss-t, egy fára kergették és a fa alján próbálták kiéheztetni. Katniss, Rue segítségével, egy vadászdarázs fészket vert le közéjük, és Glimmer-t halálra csípték. A 11. helyezést érte el. 

### Cato
A filmekben Alexander Ludwig játssza. A 74. éhezők viadalán a 2. körzet férfi kiválasztottja. Cato a szövetség tagja volt. A viadal eleji vérfürdőben több kiválasztottat megölt, ezután részt vesz Katniss hajtóvadászatában, a szövetség többi tagjával és Peeta-val. 10-ből, 10 pontot kapott a kiképzése során, ezzel bizonyítva, hogy az egyik legerősebb kiválasztott. A szövetségben, Cato akarta leginkább megölni Katniss-t. Sikerült túlélnie a vadászdarázs támadást, amit Katniss okozott nekik. Amikor Katnissnek sikerül a szövetség ellátmányát megsemmisíteni, akkor Cato dühében kitörte a nyakát a 3. körzet férfi kiválasztottjának, akinek vigyáznia kellett volna az ellátmányra. Cato nem volt jelen a bőségszarunál, ahol Katniss és Clove harcoltak, végül Thresh megöli Clove-t. A viadal végén a bőségszarunál megküzd Katniss-szel és Peetaval, ahol is Cato megragadja a nyakánál Peeta-t, és fenyegeti Katniss-t, hogy megöli, Katniss az íjjal kezén lövi, Peeta pedig lelöki a bőségszaru tetejéről a mutánsok közé, akik végeznek vele. Ő volt az utolsó kiválasztott, aki játékban volt – a 3. helyezést érte el.  

### Clove
A filmekben Isabelle Fuhrman játssza. A 74. éhezők viadalán a 2. körzet női kiválasztottja. Cato a szövetség tagja volt. A viadal eleji vérfürdőben több kiválasztottat megölt, ezután részt vesz Katniss hajtóvadászatában, a szövetség többi tagjával és Peeta-val. 10-ből, 10 pontot kapott a kiképzése során. Clove volt az első kiválasztott, aki közel járt Katniss megöléséhez. Megölte a 9. körzet férfi kiválasztottját, amikor Katniss-re, akart támadni. Clove, elkezdte üldözni Katniss-t, az erdőben. A szövetséggel hajtóvadászatot indítottak Katniss ellen, aki egy fára menekült és próbálták kiéheztetni. Túlélte a vadászdarázs támadást, amit Katniss okozott a szövetségnek. Később a bőségszarunál KAtniss-re, támad, de Thresh megöli Clove-t, de Katniss-t nem támadja meg Rue miatt. Halála eltér a filmben és a könyvben. A könyvben Thresh egy sziklához csapja és szétloccsan a feje, míg a filmben a bőségszaruhoz csapja. A 6. helyezést éri el. 

### Rókaképű
A filmekben Jacqueline Emerson játssza. A 74. éhezők viadalán az 5. körzet női kiválasztottja. Az oktatás során ő tölt a legtöbb időt a növények tanulmányozásával. A képzés alatt 10-ből, 5 pontot kapott. Túlélte a viadal eleji vérfürdőt, de belefutott Katniss-be, menekülése során, azonban nem támadtak egymásra. Amikor Katniss meg akarta semmisíteni a szövetségesek ellátmányát, előtte látta lopni a rókaképűt az ellátmányból és elmenekül. A bőségszarunál ellopja a táskát, ekkor látja újból Katniss. Halálát a mérgező éjfürt bogyók okozták, amit megevett. Az 5. helyezést éri el.  

### Thresh
A filmekben Dayo Okeniyi játssza. A 74. éhezők viadalán a 11. körzet férfi kiválasztottja. Ő volt az egyik legerősebb kiválasztott, ez előnyt adott neki. 10-ből, 9 pontot kapott a kiképzése során. Túlélte a viadal eleji vérfürdőt és megölt egy kiválasztottat. A viadal során rejtőzködött a többiek elől, ami segített túlélnie a döntőig. A bőségszarunál szemtanúja lesz, ahogy Katniss és Clove küzdenek, amikor Clove, Rue-t említi, hogy megölték, akkor Thresh megölte Clove-t. Katniss-re, nem támadt rá, Rue miatt. Halála eltér a filmben és a könyvben. A könyvben Cato öli meg, míg a filmben a mutánsok. A 4. helyezést éri el. 

### Rue
A filmekben Amandla Stenberg játssza. A 74. éhezők viadalán a 11. körzet női kiválasztottja. A 74. éhezők viadalán a legfiatalabb kiválasztott, 12 éves volt. 10-ből, 7 pontot kapott a kiképzése során. Túlélte a viadal eleji vérfürdőt, ami szokatlan a fiatal kiválasztottaktól. Kezdetben rejtőzködött sziklákat, fákat mászott. Az 5. napon Katniss-re talált egy fán, és szólt neki, hogy verje le a vadászdarázs fészket a szövetségesekre. Katniss-t is megcsípték a vadászdarazsak, ami miatt néhány napig aludt, addig Rue gondoskodott róla. Katniss és Rue szövetségesek lettek, és elhatározták, hogy elpusztítják a többiek ellátmányát. Katniss elpusztította, de Rue csapdába esett, Katniss sietett segíteni neki, de Marvel egy lándzsával leszúrja, Katniss pedig megöli Marvel-t. Rue, Katniss karjaiban hal meg. A 7. helyezést éri el.

### Gloss
A 75. éhezők viadalán az 1. körzet férfi kiválasztottja, Cashmere fivére. Katniss mellkason lövi egy nyíllal. A filmekben Alan Ritchson játssza.

### Cashmere
A 75. éhezők viadalán az 1. körzet női kiválasztottja, Gloss nővére. Johanna öli meg a fejszéjével. A filmekben Stephanie Leigh Schlund játssza.

### Brutus
A 75. éhezők viadalán a 2. körzet férfi kiválasztottja. Peeta ölte meg. A filmekben Bruno Gunn játssza.

### Enobaria
A 75. éhezők viadalán a 2. körzet női kiválasztottja. Az arénából a Kapitóliumba vitték. A saját játékai után kiéleztette fogsorát, hogy elharaphassa mások torkát. A filmekben Meta Golding játssza.

### Beetee
A 75. éhezők viadalán a 3. körzet férfi kiválasztottja. Az arénából a lázadók a 13. körzetbe vitték. A filmekben Jeffrey Wright játssza.

### Wiress
A 75. éhezők viadalán a 3. körzet női kiválasztottja. Gloss nyakon szúrta. A filmekben Amanda Plummer játssza.

### Mags
A 11. éhezők viadalának győztese, ezzel együtt a 4. körzet első győztese is, mindössze 16 évesen. Finnick Odair mentora volt, ezen felül feltételezhető, hogy Annie Cresta-t is mentorálta. A 75. éhezők viadalán a 4. körzet női kiválasztottja, Annie Cresta helyett jelentkezett, már 80 éves volt, így a legidősebb kiválasztott a 75. éhezők viadalában. Kedves nőnek tartották, ahogy Haymitch is említette. Minden egyes alkalommal motyogott amikor beszélt, a filmben teljesen néma volt. A könyvben Katniss szerint ez egy korábbi sztrók miatt lehetett. A tréning alatt kiderült róla, hogy szinte bármiből képes horgot készíteni, és ez, és a tény, hogy Annie helyett jelentkezett meggyőzték Katnisst, hogy válassza őt szövetségesének, melynek Peeta nem nagyon örült, mivel nem volt meggyőződve arról, hogy a nő, a kora miatt jó szövetséges lenne. A játék során szinte mindig Finnick cipelte, mivel idős kora miatt nem tudott túl gyorsan mozogni. A játék második napján feláldozta magát,  amikor belesétált a mérgező ködbe, hogy helyette Finnick, Peeta-t mentse meg. A filmekben Lynn Cohen játssza.

### Női Morphling
A 75. éhezők viadalán a 6. körzet női kiválasztottja. Feláldozza magát Peeta-ért, amikor egy majom támad Peeta-ra, ő a majom elé ugrik. A filmekben Megan Hayes játssza.

### Blight
A 75. éhezők viadalán a 7. körzet férfi kiválasztottja. Véletlenül az erőtérnek fut. A filmekben Bobby Jordan játssza.

### Woof
A 75. éhezők viadalán a 8. körzet férfi kiválasztottja. Megölték a viadal elejii vérfürdőben. A filmekben John Casin játssza.

### Cecelia
A 75. éhezők viadalán a 8. körzet női kiválasztottja.  Megölték a viadal elejii vérfürdőben. A filmekben Elena Sanchez játssza.

### Chaff
A 75. éhezők viadalán a 11. körzet férfi kiválasztottja. Brutus ölte meg. A filmekben E. Roger Mitchell játssza.

### Seeder
A 75. éhezők viadalán a 11. körzet női kiválasztottja.  Megölték a viadal elejii vérfürdőben. A filmekben Maria Howell játssza.

## Mellékszereplők

### Mrs. Everdeen
A filmekben Paula Malcomson játssza. Katniss anyja. A 12. körzetben nevelkedett a gyógyszerész lányaként, így viszonylag kényelmes élete volt. Az 50. éhezők viadalán, Mrs. Everdeen legjobb barátnőjét Maysilee Donner, kiválasztották és Haymitch-el, harcolt az arénában, majd végül meghalt. Férjhez ment Katniss apjához, varróként kezdett dolgozni és szegénységben éltek. Amikor Katniss apja meghal egy bányabalesetben, mély depresszióba esik, egy jó darabig nem beszél, ami alatt Katniss gondoskodik az anyjáról és Prim-ről. Végül kilábal a depresszióból, újra elkezd beszélni és gyógyszerészként kezd dolgozni. A 74. éhezők viadalán, Katniss önként jelentkezni Pim helyett, ekkor Katniss megbocsát anyjának amikor nem támogatta őt és Primet depressziós ideje alatt. A 75. éhezők viadala után, a lázadók a 13. körzetbe viszik Mrs. Everdeen-t és Prim-et, és a kórházban kezd dolgozni. Prim halála után nem tér vissza a 12. körzetben, hanem a 4. körzetben marad dolgozni a kórházban, és próbál megbirkózni a bánattal. Katniss-el, telefonon tartja a kapcsolatot.

### Plutarch Heavensbee
A filmekben Philip Seymour Hoffman játssza. A 75. éhezők viadalának új játékmestere, amikor is az előző játékmestert Seneca Crane-t öngyilkosságra kényszeríti Snow elnök. Később kiderül, hogy megpróbál tippeket adni Katniss-nek, hogyan élje túl az arénát, de Katniss ezeket nem veszi észre csak sokkal később. A  viadal alatt több kiválasztottat beavat a szökési tervbe. A 13. körzetben "filmrendező", ő készíti a lázadók propaganda filmjeit. A háború után kommunikációs miniszterré választják.

### Seneca Crane
A filmekben Wes Bentley játssza. A 73. és a 74. éhezők viadalának a játékmestere. Megölik mivel hagyta, hogy Katniss és Peeta mindketten életben maradjanak. A könyvben nem írnak részletesen, de a filmben megtudjuk, hogy a békeőrök egy szobába zárják egy tál mérgező éjfürt bogyókkal. Katniss a 75. éhezők viadalán az edzőteremben, Peeta festménye Rute-ról, felzaklatja és egy bábúra ráfesti Seneca nevét és felköti, ezzel jelezve hogy milyen sorsra jutnak. 

### Madge Undersee
A 12. körzet polgármester lánya és Katniss barátnője. Az iskolában mindig Katniss-el, volt. A könyvben Madge adta, Katniss-nek a fecsegőposzáta kitűzőt, a filmben pedig Greasy Sae, ami eredetileg Maysilee Donner-é, volt. Később Katniss megtudta, hogy az 50. éhezők viadalán vett részt Haymitch-el. A 74. éhezők viadala után Katniss és Madge több időt töltöttek egymással. Katniss a polgármester házában hall először a 8. körzet felkeléséről. Madge és a családja meghalnak a 12. körzet bombázásában. 

### Mr. Everdeen
A filmekben Philip Troy Linger játssza. Katniss és Prim apja. A 12. körzetben egy bánya balesetben halt meg, ekkor Katniss 11, Prim 7 éves volt. Katniss vissza emlékszik az apjára, hogy jóképű és gyönyörű hangja volt, és azokra a dolgokra amikre megtanította. Peeta apja megemlíti, hogy Katniss anyja szerelmes volt belé, de végül Katniss apját választotta a gyönyörű hangja miatt. Mrs. Everdeen-nek rettenetesen hiányzik és fáj, hogy elveszítette férjét, ezért mély depresszióba esett és egy ideig nem is beszél. 

### Delly Cartwright
Egy lány volt a 12. körzetből, Katniss úgy írja le, hogy a "legbarátságosabb ember a bolygón." Peeta barátja. A 13. körzetbe menekült, amikor is a 12. körzetet lebombázták. A szülei és az öccse meghaltak a bombázásban. Katniss a Kapitóliumban felismeri Lavinia-t, amikor Gale-el, vadásztak az erdőben, ekkor Petta közbe vágta és próbálta megmagyarázni, hogy Delly-vel, keveri össze. A nagy mészárlás után Peeta-t, a Kapitóliumba viszik megkínozzák és vadászdarázs méreggel rossz emlékeket adnak Katniss-ről, majd a lázadók által sikeresen kimentették és a 13. körzetbe vitték, ahol Delly segített felidézni a Katniss-től, független közös gyerekkori emlékeket, ezzel segítve a gyógyulását. 

### Greasy Sae
A filmekben Sandra Ellis Lafferty játssza. Egy idős asszony a 12. körzetben. Katniss és Gale gyakran kereskednek vele, vadkutyahúst vásárolt tőlük. Katniss, Gale-től megtudja, hogy a 74. Éhezők Viadalán Katniss és Peeta-nak, szponzorokat keresett, a viadal után Katniss vissza fizette a kedvességét. Greasy túl éli a 12. körzet bombázását és a 13. körzetbe menekül, majd a háború végén visszatér a 12. körzetbe. A háború végén Katniss visszatér a 12. körzetbe, mély depresszióban van, akkor Greasy segít főzni takarítani neki, azonban nem tudni, hogy ezt barátságból vagy pénzért csinálja. A fecsegőposzáta kitűzőt a könyvben Madge adja Katniss-nek, míg a filmben Greasy.

### Hazelle Hawthorne
Gale anyja, egy önálló nő, miután ugyan abban a bányabalesetben meghalt a férj, mint Katniss apja. Mosodai munkát végez. Miután Gale-t megkorbácsolják, utána már nem veszik fel dolgozni sehova, mert attól félnek, hogy ha tartják vele a kapcsolatot, őket is megbüntetik. A 12. körzet bombázását túlélte, és a 13. körzetbe menekült a gyermekeivel. A háború után visszatér a 12. körzetbe és új munkát vállal, Haymitch házában takarít. 

### Rory, Vick, és Posy
Hawthorne Gale fiatalabb testvérei. Rory 12, Vick 10, Posy 5 évesek. Posy az apja halála után született. Thread zárlatot rendel el a 12. körzetben, ezután Posy beteg lesz. Tessera-ért, cserébe Rory nevét felírják az újabb  aratáskor. 

### Mr. Mellark
Peeta apja, kedves és gyengéden beszél, olyan mint Peeta. Katniss-el és Gale-el, kereskedik a 74. éhezők viadala előtt, sütiket ad nekik a vadhúsért cserébe. Később kiderül, hogy Katniss anyjával, Mrs. Everdeen-el, nőtt fel és még szerelmes is volt belé. A 12. körzet bombázásában ő és felesége meghalnak. 

### Mrs. Mellark
A filmekben Raiko Bowman játssza. Peeta anyja, nagyon szigorú, akkor jelenik meg, amikor Peeta oda égeti a kenyeret és rá parancsol az anyja, hogy adja a disznóknak. Katniss megjegyzi, hogy jobban kedveli az apját, mint az anyját, "boszorkánynak" hívja. Mr. Mellark csak feleségül vette, mivel szerelme Mrs. Everdeen nem őt választotta. Mrs. Mellark és férje meghalnak a 12. körzet bombázásában. 

### Cray
A filmekben Wilbur Fitzgerald játssza. A 12. körzet békefenetartók feje. Cray nem erőlteti a Kapitóliumi törvényeket a 12. körzetben. Gyakran megfordult a fekete piacon, hogy illegális alkoholt vegyen, illetve gyakran üzletelt Katniss-el és Gale-el. Bár elnéző a törvénnyel, de ismert, hogy a fiatal lányokat az ágyába csábította egy kis pénzért cserébe. Katniss azt állítja, hogy ha ő nem tanulta volna meg a vadászatot, akkor ő is ilyen lány lett volna. A győzelmi körút után, új békefőőr jön a 12. körzetbe, Romulus Thread és leváltja őt. 

### Maysilee Donner
Madge nagynénje. Az 50. éhezők viadalán őt és Haymitch-t, learatták. Barátnője volt Katniss anyjának. A viadal során számos "édes rózsaszín madarat" ölt meg, amiknek borotvaéles csőrük volt, azonban halálos sebet okoztak a nyakán és Haymitch karjaiban halt meg, ahogy Katniss karjaiban Rute. Maysilee volt az eredeti tulajdonos a fecsegőposzáta kitűzőnek. 

### Romulus Thread
A filmekben Patrick St. Esprit játssza. Az új békefőőr a 12. körzetben, Cray-t váltja le. Kemény és kíméletlen, a törvényeket betartatja nem számít milyen áron.  A könyv szerint, Gale-t orvvadászaton kapta, ezért korbácsolja meg, a filmben pedig Greasy Sae-t menti meg, ezért korbácsolja meg. Jelentős változások lesznek alatta a 12. körzetben, akasztófát és korbácsoló állványt állít fel, a feketepiacot pedig felégeti. 

### Undersee polgármester
A 12. körzet polgármestere és Madge apja. Imádja az epret amit Katniss és Gale-hoz, neki illegálisan az erdőből. Jelen volt a 74. és a 75. aratásán. A 12. körzet bombázásában meghal. 

### Kecskés ember
A 12. körzetben él és van egy csorda kecskéje. Katniss úgy írja le, hogy egy mocskos és türelmetlen öregember. Katniss tőle vette meg Lady-t a kecskét, Primnek, születésnapjára. Sorsa ismeretlen, valószínűleg meghalt a 12. körzet bombázása alatt.

### Rooba
12. körzetben él, hentesként dolgozik. Segít Katniss-nek, megvenni Lady-t a kecsét, a kecskés embertől alacsony áron. Rendszeresen üzletelt Katniss-el és Gael-el. A 12. körzet bombázásában meghalt. 

### Lady
Egy kecske. Katniss vette meg a kecskés embertől Prim-nek, születésnapjára, hogy gondoskodni tudjon róla. Valószínűleg meghalt a 12. körzet bombázása alatt, mivel Katniss nem látta sehol, amikor meglátogatta a 12. körzetet.  

### Kökörcsin
Prim macskája. Katniss szerint a "világ legrondább macskája." Prim hűséges társa. Prim és Mrs. Everdeen nem vitték magukkal menekülésekkor, de túlélte a 12. körzet bombázását. Katniss talál rá, amikor meglátogatja a bombázás után a 12. körzetet és becsempészi Primnek a 13. körzetbe. Prim halála és a háború után, gyalog vissza megy a 12. körzetbe és megtalálja ismét Katniss-t, aki épp siratja Prim-et, végül megkedvelik egymást. 

### Mrs. Undersee
A 12. körzet polgármester felesége, Madge anyja és Maysilee Donner testvére. Nagyon mély depresszióba esik testvére halála miatt, egész nap az ágyban fekszik. A 12. körzet bombázásában meghal a lányával és a férjével együtt. 

### Darius
Egy barátságos fiatal békefenetartó volt a 12. körzetben, Katniss és Gale barátja volt. Amikor Thread megkorbácsolta Gael-t, Darius segíteni próbált neki, ezért Avox-ot csináltak belőle. A 75. éhezők viadalán Lavinia-val, szolgálják Katniss-t és Peeta-t. Snow elnök, vele akart Katniss-re ijeszteni. Az aréna felrobbanása után, mivel Katniss-t és Peeta-t szolgálták, ezért letartoztatták őket. Darius-t és Lavinia-t, vallatták és kínozták, Peeta szerint, mivel nem tudnak beszélni, nem is az volt a céljuk, hogy bármit megtudjanak csak, hogy lássa, ahogy kínozzák őket. Peeta elmondása szerint Darius-t, több napig kínozták és több testrészét levágták, mire meghalt.

### Octavia , Venia , és Flavius
A filmekben Brooke Bundy, Kimiko Gelman, és Nelson Ascencio játssza. Katniss előkészítő csapata. Cinna-nak, dolgoztak, kapitóliumi lakosok. A 74. éhezők viadala előtt, ők szőrtelenítik készítik fel. Amikor Snow elnök bejelentette a 75. éhezők viadalát a volt bajnokokkal rendezik meg, Octavia sírt, Flavius ordított és reszketett, de Venia erős maradt. Vennia mondott végső búcsút a csapat nevében. Katniss tőlük gyűjtötte össze a pletykákat, a többi körzetek lázadásairól. A nagy mészárlás után, a lázadók elrabolják és túszul ejtik őket a 13. körzetben, hogy segítsenek Katniss stílusán. Octavia ellopott egy szelet kenyeret, amiért addig verték, amíg Gale le nem állította az őröket. Katniss szabadon engedte és az anyjához Mrs. Everdeen-hez vitte meggyógyítani, ezután folyamatosan a félelem töltötte el, hogy mi fog velük történni. Katniss ezután gyakran vitte magával őket enni. Segítettek Katniss-nek, a propaganda filmekhez előkészíteniük. Coin halála után valószínűleg vissza mentek a Kapitóliumba. 

### Caesar Flickerman
A filmekben Stanley Tucci játssza. Az éhezők viadalának házigazdája, és kommentátora Claudius Templesmith-el. Élő televíziós adásban beszélget minden kiválasztottal a viadal előtt. Ismertető jegyei, hogy minden viadalon más színben pompázik és a ruházata, haja szőrzete azonos színű, illetve a hatalmas villogó mosolya. A 73. éhezők viadalán vérvörösen festett, a 74.-en, kéken és a 75.-en, levendula. A nagy mészárlás után, amikor Katniss felrobbantja az arénát, az elfogott és megkínzott Peeta-val, Caesar három interjút is készít, azonban a harmadik félbeszakad, mert Peeta figyelmezteti a lázadókat, hogy lebombázzák a 13. körzetet. A békeőrök felszaladnak a színpadra és megverik Peeta-t. 

### Tigris
A filmekben Eugenie Bondurant játssza. Egykori éhezők viadala stylist, jelenleg egy kis boltban dolgozik, ahol prém fehérneműket árul a Kapitóliumban. Arca ijesztően megváltozott "félig egy macska maszk", aminek a sok sebészeti beavatkozásnak köszönhető. A Kapitóliumi emberek számára is túl furcsa jelenség, ezért kerülték és végül eltiltották a részvételét az éhezők viadalán. Segít Katniss-en, és a csapatán elrejti őket a boltnak a pincéjében egy ideig. A lázadók előrenyomulása a belváros felé, még több kapitóliumi menekült elszállásolásra volt szükség, ezért a kormány kényszerítette az üzlettulajdonosokat is, hogy fogadják be őket, ezért Katniss és a csapatnak el kellett menniük, hogy ne bukjanak le. Tigris túlélte a háborút. 

### Claudius Templesmith
A filmekben Toby Jones játssza. Az éhezők viadalán kommentátor Caesar Flickerman-el. A viadal során ő a bejelentő is. 

### Lavinia
A filmekben Amber Chaney játssza. Egy avox (volt kapitóliumi polgár, akit hazaárulás miatt kivágták a nyelvét és szolga lett). Vörös haja és sápadt bőre van. Katniss felismeri őt, amikor Gael-el, vadásztak az erdőben, Lavinia és egy fiú menekültek egy légpárnás elől, a fiút lelőtték Lavinia-t, pedig elfogták. Katniss úgy gondolja, hogy megszökött a Kapitóliumból. A 75. éhezők viadalán ismét Lavinia és a volt békeőr Darius lettek Katniss-ék, szolgái. Peeta kimentése után, Katniss megtudta, hogy Lavinia-nak, hívták és hogy megkínozták, a békeőrök véletlenül túl sok áramot vezettek belé ezért rögtön meghalt, így gyors halála volt ellenben Darius-al. 

### Portia
A filmekben Latarsha Rose játssza. Peeta stylist-ja a 74. és a 75. éhezők viadalán, Cinna partnere volt. Katniss-t, megdicséri a jól végzett munkáért és a 11 kapott pontjáért. A nagy mészárlás után Portia-t, nyilvánosan kivégezték. Később kiderül, hogy az összes stylist-ot, és az előkészítő csapatokat kivégezték, kivéve Katniss előkészítő csapata élte túl, mivel őket a lázadok túszul ejtették. 

### Atala
A filmekben Karan Kendrick játssza. A viadal előtti edzőterem edzője.

### Coin elnök
A filmekben Julianne Moore játssza. A 13. körzet vezetője, Snow elnök bukása után, átmenetileg Panem elnöke lesz. Katniss-t, utálja és megemlíti, hogy Katniss hasznosabb neki holtan, mint élve. Coin, Peeta-t, akarta kimenteni az arénából, nem pedig Katniss-t. Coin elnök, Prim-et, a Kapitóliumba küldi ápolóként a többi orvossal együtt, ahol az elnöki palota előtt egy bombatámadásban, amit Coin elnök rendelt el meghalt. Snow kivégzése előtt, Coin elnök egy utolsó éhezők viadalát akar a kapitóliumi vezetők gyerekeivel, és ezt a megmaradt bajnokokkal szavaztatja meg, hogy meg legyen tartva vagy sem, Peeta nemmel, Johanna  igennel, Enobaria igennel, Annie nemmel, Beetee nemmel, Haymitch igennel és Katniss is igennel szavaz, annak ellenére, hogy soha többet nem akar viadalt. Snow kivégzése napján, a tér közepén egy oszlophoz bilincselik és Katniss a kivégzője, aki egy darab nyílvesszőt kap, azonban nem Snow-t, hanem Coin elnököt lövi le, aki leesik az elnöki emelvényről és meghal, ezzel megbosszulva Prim halálát. Coin halála után Commander Paylor-t, választják Panem új elnökévé. 

### Boggs
A filmekben Mahershala Ali játssza. Coin elnök jobbkeze. Katnis úgy írja le, hogy őszinte, szellemes és megbízható. A 8. körzet bombázásakkor, testével védte meg Katniss-t, ezzel megmutatva, hogy nem elkötelezett Coin elnöknek. Boggs a "sztár csapat" tagja, amikor Coin elnök a csapat után küldi Peeta-t, azzal a reménnyel, hogy megöli Katniss-t, így mártírt csinálva belőle, akkor Boggs, megígéri Katniss-nek, hogy garantálja a biztonságát. A Kapitóliumban, rálép egy pod-ra, amit nem mutatott a holo és leszakítja a lábait. Fekete massza folyik végig az utcákon, ezért bevonszolják egy házba, ahol a holo-t, átadja Katniss-nek. Utolsó szavai „Ne bízz bennük! Ne menj vissza! Öld meg Peetát! Tedd meg, amiért idejöttél!”

### Cressida
A filmekben Natalie Dormer játssza. Kapitóliumi lakós és rendező. Ő és a forgató csoportja csatlakoztak a lázadókhoz, a Kapitóliumból a 13. körzetbe menekültek. Plutarch Heavensbee által, Katniss-t követte az utazásai során és propaganda filmeket készítettek. Tagja volt a "sztár osztagnak" így velük ment a Kapitóliumba. A háborút túlélve, a körzeteket járja Pollux-al, és filmre veszik a háborús károkat. 

### Messalla
A filmekben Evan Ross játssza. Kapitóliumi lakos és Cressida asszisztense. Cressida-val, és a forgatócsapattal együtt megszöknek a Kapitóliumból a 13. körzetbe, hogy csatlakozzanak a lázadókhoz. Segít Katniss-nek, propaganda filmeket készíteni, az útjai során. Tagja a " sztár osztagnak" így ő is a Kapitóliumba megy. A kapitóliumi csatornarendszerben harcolva, véletlenül rálép egy pod-ra, miáltal egy fénysugár elolvasztja, mint egy gyertyát.  

### Leeg 1 és Leeg 2
A filmekben Misty Ormiston, és Kim Ormiston játssza. Nővérek és a 13. körzetben nőttek fel. A " sztár osztagnak" tagjai, így Katniss-el, tartanak a Kapitóliumba. Teljesen egyformák, mivel katonák, hogy megkülönböztessék Leeg 1 és Leeg 2-nek, szólítják őket. A Kapitóliumban a harcok során Leeg 2 hal meg elsőnek, mikor egy rosszul jelzett pod, mérgező nyilakat lőtt rá. A csapat a kapitóliumi csatornarendszerben menekülnek a gyíkmutánsok elől, Leeg 1 és Jackson egy csapdánál, amit úgy neveznek, hogy a húsdaráló hátra maradtak feltartóztatni a gyíkmutánsokat. Nem tudni, hogy a gyíkmutánsoktól vagy a húsdarálótól haltak meg. 

### Mitchell, Jackson és Homes
A filmekben Joe Chrest, Michelle Forbes, és Omid Abtahi játssza. A " sztár osztagnak" tagjai, a kapitóliumi harcok során elhunytak. Peeta-ra, rátör egy újabb roham és megtámadja Katniss-t, Mitchell lefogja Peeta-t, de elrúgja magától pont egy pod-ra, ami egy szögesdrótot aktivál a többiek nem tudták megmenteni és egy sötét szurokszerű anyag öli meg. Jackson Leeg 1-gyel, hátra maradnak a húsdarálónál, hogy feltartoztassák a gyíkmutánsokat a kapitóliumi csatornarendszerben, nem tudni pontosan mi által haltak meg. Homes, Finnick, Castor-t, a csatornarendszerben a gyíkmutánsok ölik meg. 

### Castor és Pollux
A filmekben Wes Chatham, és Elden Henson játssza. Testvérek, operatőrök, kapitóliumi lakosok voltak, de megszöktek a 13. körzetbe Cressida-val. Pollux egy avox, feltételezhetően, azért csináltak belőle avox-ot, mert korábban már próbált csatlakozni a lázadókhoz. A kapitóliumi csatornarendszerben dolgozott és élt 5 éven át, amikor is a testvére Castor megvette, ezért majd később a csapatnak tud segíteni a tájékozódásban. Katniss-ről, készítenek propagandafilmeket  utazásai során. Castor-t, a kapitóliumi csatornarendszerben a gyíkmutánsok ölik meg, Finnick és Homes-al együtt. Pollux túléli a háborút és Cressida-val, a körzeteket járják hogy filmre vegyék a háborús károkat. 

### Dr. Aurelius
Egy 13. körzetbeli orvos. Katniss-re, vigyázott, amíg a 13. körzetben tartózkodott és tanulmányozta Peeta "eltérítését." Katniss, Prim halála utáni depresszióját kezeli (a kezelések során, azonban alszik kivéve, ha Katniss beszélgetni akarna). Coin elnök meggyilkolása után, Katniss mellett tanúskodik és azzal védekezik, hogy Katniss mentálisan instabil. Katniss-t, ezért vissza küldik a 12. körzetbe és Dr. Aurelius-al, telefonon tartják a kapcsolatot. 

### Annie Cresta
A filmekben Stef Dawson játssza. A 4. körzetből, a 70. éhezők viadalának a bajnoka. Mentálisan instabil lett, amikor látta, hogy a szintén körzetéből lévő partnerét lefejezik a viadal során. Egy földrengés során áttört a gát a játék során, így az aréna víz alá került, de túlélte, mivel nagyon jó úszó. Annie szellemileg sosem fog felépülni. A 75. éhezők viadalán a 3. nagy mészárlásra őt aratják le, de helyette Mags önként jelentkezik. Amikor a mutáns madarak Katnis-t, és Finnick-et, szeretteiknek a hangjaival kínozzák, akkor Finnick-et, Annie Cresta hangját használják kínzásul. Az aréna felrobbanása után, amit Katniss okozott, letartoztatják a Kapitóliumban Annie-t, később a lázadók kimentik Peeta-val és Johanna-val, együtt. A 13. körzetben Finnick-el, összeházasodik. Finnick sosem engedi el a kezét, mert Annie ettől megnyugszik. A háború után, Coin elnök egy utolsó éhezők viadalát akar a kapitóliumi vezetők gyerekeivel, és ezt a megmaradt bajnokokkal szavaztatja meg, hogy meg legyen tartva vagy sem, Annie nemmel szavaz. Annie visszatér a 4. körzetben és gyermeket szül Finnick-től, pár hónappal a halála után. 

### Paylor parancsnok
A filmekben Patina Miller játssza. A 8. körzet lázadók vezetője. Katniss itt találkozik vele, amikor propaganda filmet készítenek. A háború után az elnöki palotában az egyik szobában fogva tartott Snow-t, Katniss meg akarta látogatni, de az őrök nem engedték, ekkor Paylor utasítja az őröket, hogy engedjék be. Amikor Katniss kijön, Paylor azt kérdezi tőle, hogy "Megtaláltad, amit kerestél?" ezzel azt sugallja, hogy tisztában van Coin árulásával és azt akarta, hogy Katniss megtudja. Katniss meggyilkolja Coin elnököt, ezután Paylor-t, választják Panem új elnökévé. Elnöksége alatt javult a körzetek életkörülményei. Eltörölte az éhezők viadalát, helyette emlékművet építtetett. Sikeresen létrehozta a köztársaságot és Plutarch Heavensbee a kormány tagja lett, mint Kommunikációs miniszter. 

### Bonnie és Twill
Mindketten a 8. körzet lázadói. A 12. körzetbe menekülnek, ahol találkoznak Katniss-el, aki elmondja, hogy a 13. körzet létezik, így oda tartanak. Később kiderül, hogy nem értek oda, valószínűleg meghaltak. 

### Lyme parancsnok
A filmekben Gwendoline Christie játssza. Az éhezők viadalának a 2. körzet bajnoka és a lázadók vezetője. A 2. körzetben volt a "Dió" egy hegy, amiben a kapitóliumi légpárnások bázisa, amit sikeresen elpusztítanak a lázadók. Lyme nem vesz részt, Coin által megszavaztatott utolsó éhezők viadalát a bajnokokkal, ebből következtethető le, hogy meghalt, azonban nem tudni pontosan, hol és mikor.